# 加罗林拎树藤
加罗林拎树藤（学名：Epipremnum carolinense）是一种原生于太平洋加罗林群岛热带雨林的木质藤本植物，属于天南星科麒麟叶属。

## 分布
原生于太平洋加罗林群岛，包括帛琉及密克罗尼西亚联邦。

## 名称
本种学名中的种小名是取自其模式标本产地——加罗林群岛。